# أنجيل ستويانوف
أنجيل ستويانوف (مواليد 28 يناير 1967) هو ملاكم بلغاري، مثّل بلاده في الألعاب الأولمبية الصيفية 1988.

## روابط خارجية
أنجيل ستويانوف على موقع أوليمبيديا (الإنجليزية)